# Lista över offentlig konst i Västervik

Detta är en lista över offentlig konst i Västervik.
| Namn                                    | Skulptör                                                                | Årtal   | Material         | Plats                                         | Koordinater | Bild |
| --------------------------------------- | ----------------------------------------------------------------------- | ------- | ---------------- | --------------------------------------------- | ----------- | ---- |
| Glaspelare (4st)                        | Eva Hagman                                                              |         | Glas             | Gäddgränd, Ålgränd, Mörtgränd och Abborrgränd |             |      |
| Segelbåtar                              | Ann-Marie Wikström                                                      |         | Blandteknik      | Gaveln Långrevsgatan 61                       |             |      |
| Fasadmålning (8st)                      | Lillemor Bokström                                                       |         | Blandteknik      | Långrevsgatan 20, 24, 26, 30, 35, 39, 41      |             |      |
| Utsmyckning                             | Birgitta Wikström                                                       |         | Keramikrutor     | Långrevsgatan 15                              |             |      |
| Keramikskärvor (3st)                    | Kerstin Svensson Åhlin                                                  |         | Fasadmålning     | Långrevsgatan 1, 2, 6                         |             |      |
| Midgård (16st)                          | Jan Pol                                                                 | 1995-96 | Blandteknik      | Bostadsområdet Midgård                        |             |      |
| Ingalill                                | Carl Eldh                                                               | 1938    | Sten             | Västerviks Museum, entrén                     |             |      |
| Stenhuggerskan                          | Lore Nynnell                                                            | 2009    | Sten             | Kulbacken                                     |             |      |
| Gränslös                                | Lore Nynnell                                                            | 2006    | Sten             | Kulbacken                                     |             |      |
| Stegen                                  | SIMKA (Simon Häggblom och Karin Lind                                    | 2018    | Aluminium        | Slottsholmen                                  |             |      |
| Minnessten 550-årsjubiléet av Västervik | Henrik Allgén                                                           | 1983    | Sten             | Strömsholmen                                  |             |      |
| Spejande sjömannen                      | Ragnar Alyre                                                            | 1933    | Sten             | Skeppsbrokajen vid Lilla Strömmen             |             |      |
| Torgkärran                              | Åsa F Jägerhorn                                                         | 2006    |                  | Grönsakstorget                                |             |      |
| Måsar                                   | Eric Elfwén                                                             | 1959    |                  | Stora Torget                                  |             |      |
| Jordgloben                              | Inger Modin-Hülpers                                                     |         | Brons            | Stadsparken                                   |             |      |
| Styrkan                                 | Lore Nynnell                                                            | 2005    | Brons            | Stadsparken                                   |             |      |
| Spelmännen                              | David Karlsson                                                          | 1952    | Brons            | Stadsparken                                   |             |      |
| Flicka med fisk                         | Carl Oskar Avén                                                         | 1952    | Brons och marmor | Stadsparken                                   |             |      |
| Flicka med mascot                       | David Karlsson                                                          | 1948    |                  | Stadsparken                                   |             |      |
| Kuben                                   | Grundskolor i kommunen, handledda av Eivor Åberg och Lise-Lott Moschiri | 2017-18 |                  | Stadsparken                                   |             |      |
| Hantverkets Ära                         | Okänd                                                                   | 1983    |                  | Olof Palmes park                              |             |      |
| Minnessten                              | Okänd                                                                   | 1996    |                  | Olof Palmes park                              |             |      |
| Blomsterkaren                           | Bror Strid                                                              | 1969    |                  | Spötorget                                     |             |      |
| Mosaik                                  | Eivor Åberg                                                             | 2018    |                  | Spötorget                                     |             |      |
| Gösta Bernhard, byst                    | Bert Gustavsson                                                         | 1989    |                  | Kryddträdgården vid Båtsmansgränd             |             |      |
| Putto med fisk                          | Knut Andersson                                                          | 1933    |                  | Kryddträdgården vid Båtsmansgränd             |             |      |
| Regattan                                | Ivan Jacobsson                                                          | 1966    |                  | Lektor Berlins väg                            |             |      |
| Rådjur                                  | Erik Reimhult                                                           | 1966    |                  | Johannesbergsparken, Johannesdal              |             |      |
| Väktaren                                | Lore Nynnell                                                            |         |                  | Markörgatan 2                                 |             |      |
| Solkatten                               | Erik Reimhult                                                           |         |                  | Markörgatan 2                                 |             |      |
| Dackes död                              | Sture Wikström                                                          |         |                  | Breviksskolans fasad                          |             |      |
| Flying to Miami                         | Tim Timmey                                                              |         | Sprayfärg        | Björklundsgatan 4                             |             |      |
| Animal farm                             | Tim Timmey                                                              |         | Sprayfärg        | Ellen Key-skolan, Kvarngatan                  |             |      |
| Bananas                                 | Tim Timmey                                                              |         | Sprayfärg        | Markmålning, Mejeriet/Vårdträdsplan           |             |      |
| Spork                                   | Ollio                                                                   |         | Sprayfärg        | Björklundsgatan 2                             |             |      |
| Labrynth city                           | Ollio                                                                   |         | Sprayfärg        | Smalgränd                                     |             |      |
| Birds and bad stuff                     | Curtis Hylton                                                           |         | Sprayfärg        | Tullporten galleria, Västra Kyrkogatan        |             |      |
| Growth                                  | Curtis Hylton                                                           |         | Sprayfärg        | Västerviks sjukhus, Hus 12                    |             |      |
| The lighthouse                          | Lula Goce                                                               |         | Sprayfärg        | Ellen Key-skolan, Kvarngatan                  |             |      |
| The emperor tau                         | Mantra                                                                  |         | Sprayfärg        | Västerviks sjukhus, Panncentralen             |             |      |
| Västervik                               | Ermias Ekube                                                            |         | Sprayfärg        | Siversgatan/Esplanaden                        |             |      |
| Rise to another level                   | Stina Folkebrant                                                        |         | Sprayfärg        | Stadshotellets bakgård, Brunnsgatan           |             |      |
| Mot huvudet på spiken                   | Stefan Åhlin                                                            | 1983    | Järnsmide        | Gunnebo skola, Veterangatan 1                 |             |      |
| Street Art Festival - BANK! 2021        | Nils Westergard                                                         |         | Sprayfärg        | Folkets Hus, Västrumsvägen 3, Gunnebo         |             |      |
| Gosse med fågel                         | Arvid Källström                                                         | 1964    |                  | Gunnebo centrum, Centrumvägen 23C             |             |      |
| Street Art Festival - BANK! 2021        | Zabou                                                                   |         | Sprayfärg        | Ringvägen 9A, Gunnebo                         |             |      |
| Street Art Festival - BANK! 2021        | Sophie Mess                                                             |         | Sprayfärg        | Ringvägen 4A, Gunnebo                         |             |      |
| Kättingkatedral                         | Sture Wikström                                                          |         | Sprayfärg        | Bruksvägen 3B, Gunnebo                        |             |      |
| Street Art Festival - BANK! 2021        | Helen Burr                                                              |         | Sprayfärg        | Bruksvägen 3C, Gunnebo                        |             |      |